# Орлов, Виктор Константинович
Ви́ктор Константи́нович Орло́в (21 декабря 1924, Кобылино, Городской округ Шаховская — 3 декабря 1987, Москва) — советский физик и педагог высшей школы, Герой Социалистического Труда (1983).

## Биография
Родился в крестьянской семье. Окончил среднюю школу.
С началом Великой Отечественной войны с семьёй эвакуировался в город Оханск (Пермский край).
В августе 1942 года призван в Красную Армию. Окончил 2-е гвардейское миномётно-артиллерийское училище в Омске. С марта 1944 года в действующей армии, командир взвода «катюш», младший лейтенант. В составе 25-й гвардейской миномётной Свирской Краснознамённой орденов Суворова, Кутузова и Богдана Хмельницкого бригады воевал на Карельском и 1-м Белорусском фронтах, участвовал в Свирско-Петрозаводской, Петсамо-Киркенесской, Восточно-Померанской, Берлинской операциях.
В октябре 1944 года за отличное обеспечение дивизиона боеприпасами в труднодоступной местности Кольского заполярья, что позволило произвести качественный огонь по врагу при наступлении на город Петсамо (Печенга), гвардии младший лейтенант Орлов был награждён медалью «За отвагу». В марте 1945 года часть Орлова участвовала в боях за город Штаргард (Старгард-Щецински). Орлов отличился, обеспечив своим взводом массированные залпы по населённым пунктам Альтенведель и Мюггенхалль, в которых наблюдалось скопление живой силы и техники врага. 15 марта он накрыл вражеский опорный пункт на берегу Балтийского моря. За отличие в этих боях был награждён орденом Красной Звезды. Последние залпы в войне совершил по Зееловским высотам и пригородам Берлина.
До 1948 года служил в Группе советских войск в Германии. Закончил службу капитаном.
В 1948 году поступил в Московский механический институт (впоследствии преобразованный в МИФИ), специализировался на кафедре экспериментальной ядерной физики, учился вместе с будущим академиком Б. В. Литвиновым. Окончил МИФИ в 1953 году, дипломный проект выполнял в п/я 975 (Арзамас-16) под руководством А. Д. Захаренкова, работа была связана с исследованиями неустойчивости движения тонких оболочек.
С 1953 по 1955 год работал в Арзамасе-16 (ныне — РФЯЦ-ВНИИЭФ, Саров). В 1955 году получил назначение в НИИ-1011 (ныне — РФЯЦ-ВНИИТФ им. академика Е. И. Забабахина, Снежинск).
С середины 1960-х годов занимался разработкой лазеров.
В 1969 году назначен главным конструктором Особого конструкторского бюро высокоэнергетических лазеров «Гранат».
Указом Президиума Верховного Совета СССР («закрытым») от 24 марта 1983 года за большие заслуги в развитии советской науки Орлову Виктору Константиновичу присвоено звание Героя Социалистического Труда с вручением ордена Ленина и золотой медали «Серп и Молот».
В 80-х годах В. К. Орлов продолжал работы по созданию военных лазерных комплексов. Он участвовал в создании СЛК «Сангвин» — боевого лазера, наводящегося на цель без использования крупногабаритных зеркал, корабельного лазерного комплекса «Аквилон» и самоходного лазерного комплекса 1К-17 «Сжатие». Большинство работ В. К. Орлова до сих пор находится под грифом секретности и составляет весомый вклад обороноспособности Российской Федерации.
Преподавал в МИРЭА, заведующий кафедрой электронно-оптических приборов.
Похоронен в Москве на Кунцевском кладбище.
В 2002 году ОКБ «Гранат» присвоено имя первого главного конструктора В. К. Орлова.

## Награды
- Золотая медаль «Серп и Молот» (24.3.1983);
- Орден Ленина (27.8.1951).
- Орден Ленина (24.3.1983).
- Орден Октябрьской Революции
- Орден Отечественной войны 2 степени (11.03.1985)[2]
- Орден Красной Звезды (21.03.1945)[3]
- Орден Трудового Красного Знамени
- Медаль «За отвагу» (12 октября 1944 года) за обеспечение дивизиона боеприпасами в труднодоступной местности Кольского заполярья[4]
- «В ознаменование 100-летия со дня рождения Владимира Ильича Ленина» (6 апреля 1970)
- «За победу над Германией в Великой Отечественной войне 1941—1945 гг.» (9.5.1945)
- «20 лет Победы в Великой Отечественной войне 1941—1945 гг.» (7 мая 1965[5])
- «30 лет Победы в Великой Отечественной войне 1941—1945 гг.»[6]
- Медаль «Сорок лет Победы в Великой Отечественной войне 1941—1945 гг.»[7]
- «Ветеран труда»
- «30 лет Советской Армии и Флота»[8]
- «40 лет Вооружённых Сил СССР»[9]
- «50 лет Вооружённых Сил СССР» (26 декабря 1967[10])
- «60 лет Вооружённых Сил СССР» (28 января 1978[11])
- Знак «25 лет победы в Великой Отечественной войне» (1970)

- Лауреат Ленинской премии (1967).